# 칼 길리아드
칼 길리어드(Carl Gilliard, 1958년 4월 18일 ~ )는 미국의 배우, 언론인, 영화 제작자이다.
시카고에서 태어났다.

## 작품 목록
- 라이즈 어게인 (2014년)
- 레이오버 (2012년)
- 슈퍼 사이클론 스톰 (2012년) - Mr. 스텁 역
- 델신 (2011년)
- 인셉션 (2010년) - 로비 Sub 콘 역
- 스윗 드림스 (2009년)
- 더 맨스필드 12 (2008년)
- Fair Game (2005) - 발신자 #2 역
- 나이트 플라이트 (2005년)
- 코치 카터 (2005년)
- 마이크 해머, 프라이빗 아이 (1997년) - 퍼 보이 역
- 섹슈얼 마인드 (1997년)
- 여자의 용기 (1994년)

### 텔레비전
- 더 영 앤 더 레스트리스 (1973년)